# برین کارتلی
برین کارتلی (به انگلیسی: Brynn Cartelli) (زاده ۱۶ آوریل ۲۰۰۳) خواننده و ترانه‌سرا آمریکایی است.
او در فصل ۱۴ مسابقه د ویس برنده شد.